# New Mexicos sigill

New Mexicos sigill

New Mexicos sigill har sitt ursprung från 1851 sedan Unionen hade annekterat stora landområden i norra Mexiko, vilka till en början inordnades i territorier. Redan som territorium hade New Mexico ett sigill med en örn och inskriptionen "Great Seal of the Territory of NM" ("Territoriet NM:s stora sigill"). 
I början av 1860-talet ändrades sigillet till ett som visade den amerikanska örnen med öppna vingar som skyddar en mindre mexikansk örn (det vill säga den mexikanska symbolen: en örn som står på en kaktus och håller en orm). 1882 tillkom ett baner med de latinska orden "Crescit Eundo" ("Växer stark med tiden"). När New Mexico blev delstat 1912 (på grund av befolkningstillväxten) ändrades ordet Territory i sigillet till State och årtalet 1912 lades till på sigillets nederkant.